# Phi Delta Phi
Phi Delta Phi, ΦΔΦ, es la sociedad legal internacional de honores más grande del mundo, y la segunda organización legal de mayor antigüedad aún existente en los Estados Unidos. Constituida incluso antes que la American Bar Association, Phi Delta Phi era originalmente una fraternidad; no obstante, esta se transformó a una sociedad de honores en el año 2012. Hasta su transformación a una sociedad de honores en el año 2012, Phi Delta Phi era la fraternidad profesional más antigua de existencia continua. La fraternidad fue fundada en la Universidad de Míchigan en 1869 "para promover un estándar de excelencia en la ética profesional".

## Historia
La fraternidad Phi Delta Phi fue fundada en el Departamento de Derecho de la Universidad de Míchigan por John M. Howard de la generación de 1871. Howard era egresado de Monmouth College y miembro de Phi Gamma Delta (FIJI). Su intención inicialmente era la de fundar un capítulo en su Universidad, pero no continuó con dicho plan debido al gran número de capítulos que ya existían en el campus. En su lugar, Howard avocó sus esfuerzos en la fundación de una fraternidad dedicada exclusivamente a estudiantes de Derecho.

## Situación Actual
El total de miembros iniciados actual de Phi Delta Phi supera las 200,000 personas. Más jueces, Presidentes, gobernadores, senadores, miembros de gabinete, embajadores, presidentes de la Barra Americana de Abogados, presidentes de la Asociación de Escuelas de Derecho en los Estados Unidos y decanos de universidades en los Estados Unidos, han salido de las filas de Phi Delta Phi que de cualquier otra fraternidad jurídica.
Múltiples capítulos requieren altos estándares académicos a los estudiantes para su ingreso a la Fraternidad. En algunas jurisdicciones, cada capítulo de Phi Delta Phi es considerado como una organización "de honor", debido a los altos estándares que exigen para su admisión (por ejemplo Texas o Florida). La tradición de Phi Delta Phi de ser una fraternidad jurídica de “elite” se ha asentado aún en el siglo XXI. Prueba de ello es que durante el periodo 2000-2003 los Presidentes de las Supremas Cortes de los Estados Unidos, Canadá y México eran miembros de Phi Delta Phi. 
En la actualidad, Phi Delta Phi tiene capítulos en el top 20 de las Universidades de Derecho en los Estados Unidos y tiene más capítulos en Latinoamérica (18) y Canadá (9) que cualquier otra fraternidad jurídica. Phi Delta Phi fue la primera fraternidad jurídica profesional en lograr la internacionalización al establecer un capítulo en Canadá. Así mismo, es la única fraternidad que tiene capítulos activos en Europa.

## Miembros Sobresalientes

### Presidentes de los Estados Unidos
- Gerald R. Ford
- William McKinley
- Franklin D. Roosevelt
- Theodore Roosevelt
- William H. Taft

### Presidentes de la Suprema Corte de Justicia de los Estados Unidos
- Hugo Black
- William J. Brennan
- Benjamin N. Cardozo
- Anthony M. Kennedy
- Thurgood Marshall
- Sandra Day O'Connor
- Lewis Franklin Powell, Jr.
- William H. Rehnquist
- Antonin Scalia
- John Paul Stevens
- Potter Stewart
- William H. Taft
- Earl Warren
- Byron R. White

### Otros miembros sobresalientes
- John Bayard Anderson
- John Ashcroft
- Howard Baker
- James A. Baker III
- Birch Bayh
- Matthew J. Belcher
- Robert H. Bork
- Ellen Burns
- Pamela Carter
- William Colby
- Archibald Cox
- John Danforth
- Joyce Hens Green
- Daniel K. Inouye
- Henry M. Jackson
- Thomas Penfield Jackson
- Leon Jaworski
- Patrick Leahy
- Karl Llewellyn
- Gerald T. McLaughlin
- Chris Marrou
- Edwin Meese III
- Walter Mondale
- Malcolm W. Monroe
- R. Thomas Olson
- Samuel Pierce Jr.
- Dean William L. Prosser
- Dana Rasmussen
- Sam Rayburn
- Stephen R. Reinhardt
- Owen J. Roberts
- Myra C. Selby
- William French Smith
- Kenneth W. Starr
- Adlai Stevenson
- Wendell Willkie

### Miembros Sobresalientes en México
- Luisa de Padilla
- Fernando Elizondo
- Francisco García Jimeno
- José Gómez Gordoa
- Francisco José Castillo L. Genera
- Margarita Beatriz Luna Ramos
- David Gongora Pimentel
- Arturo Salinas-Martínez
- Luis Santos
- Rodrigo Sánchez Mejorada Velasco
- Pedro Zorilla
- Ana Margarita Ríos Farjat
- Alberto G. Pérez Dayán
- Álvaro Holguín Casas
- José Ramón Cossío Díaz

## Capítulos
Los capítulos universitarios de Phi Delta Phi son conocidos en inglés como "Inns", derivándose dicho término del inglés británico Inns of Court. Cada capítulo recibe su nombre en honor de un jurista o miembro de la Barra, como sigue:
Nota: Esta lista incluye capítulos que ya no están activos. 

## Convención Internacional
Cada tres años, Phi Delta Phi celebra una Convención Internacional donde representantes de todos los capítulos de la Sociedad se reúnen a tratar los temas que afectan directamente a la misma. La edición número 62 de la Convención Internacional de la Sociedad, se llevará a cabo del 2 al 5 de agosto de 2018 en la Ciudad de San Antonio, Texas.